# Phaenocarpa nereis
Phaenocarpa nereis är en stekelart som beskrevs av Vladimir Ivanovich Tobias 1999. Phaenocarpa nereis ingår i släktet Phaenocarpa och familjen bracksteklar. Inga underarter finns listade i Catalogue of Life.